# Кона
Ко̀на (на италиански: Cona) е малко градче и община в Северна Италия, провинция Венеция, регион Венето. Разположено е на 3 m надморска височина. Населението на общината е 2993 души (към 2014 г.).